# Jake Matthews
Jacob Matthews, detto Jake (Missouri City, 11 febbraio 1992), è un giocatore di football americano statunitense che gioca nel ruolo di offensive tackle per gli Atlanta Falcons della National Football League (NFL). Fu scelto come sesto assoluto nel Draft 2014. Al college ha giocato a football alla Texas A&M University. Era considerato uno dei migliori tackle disponibili Draft 2014.

## Carriera universitaria
Nella sua stagione da junior nel 2012, Matthews  fu inserito nella formazione ideale della Southeastern Conference (SEC). Venne anche inserito nel First-team All-American dalla Football Writers Association of America. Nella sua ultima stagione, Matthews giocò come tackle sinistro, dopo aver giocato nel lato destro nei primi tre anni a causa della presenza di Luke Joeckel. A fine anno fu premiato unanimemente come All-American.
Vittorie e riconoscimenti
- First-team All-American (2012, 2013)

## Carriera professionistica

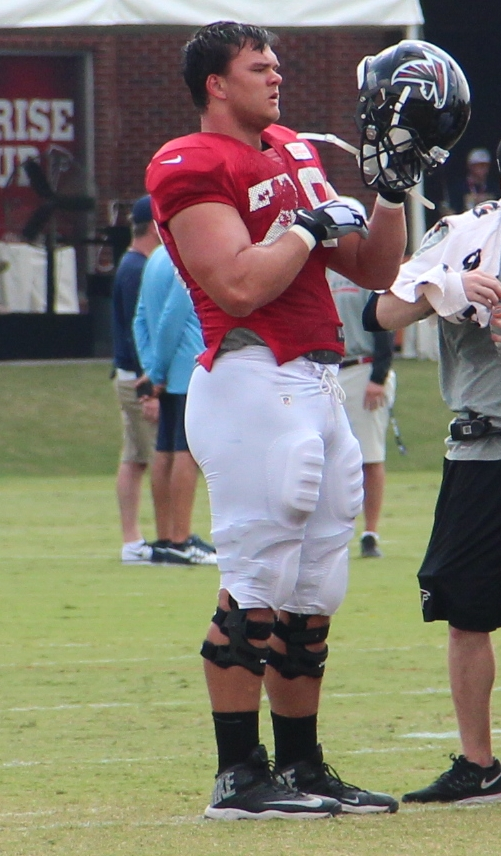
Matthews nel training camp 2014.

### Atlanta Falcons
Matthews era classificato come uno dei migliori offensive tackle selezionabili nel Draft 2014, venendo pronosticato a gennaio 2014 come undicesima scelta assoluta da NFL.com. L'8 maggio fu scelto dagli Atlanta Falcons come sesto assoluto. Il 21 maggio firmò un contratto quadriennale con la franchigia. Partito come titolare nella prima gara in carriera contro i New Orleans Saints, lasciò la sfida nel secondo quarto a causa di un infortunio alla caviglia. Dopo avere saltato la partita successiva, tornò in campo come titolare nella vittoria della settimana 3 sui Tampa Bay Buccaneers, giocando come titolare tutte le restanti partite del 2014, conclusosi con 15 presenze.
Il 5 febbraio 2017, Matthews partì come titolare nel Super Bowl LI in cui i Falcons furono battuti ai tempi supplementari dai New England Patriots dopo avere sprecato un vantaggio di 28-3 a tre minuti dal termine del terzo quarto.

## Palmarès

### Franchigia
- National Football Conference Championship: 1

Atlanta Falcons: 2016

## Statistiche
| Partite totali      | 15 |
| Partite da titolare | 15 |

Statistiche aggiornate alla stagione 2014

## Vita privata
Matthews è il figlio del membro della Pro Football Hall of Fame Bruce Matthews e fratello minore di Kevin Matthews, che giocò come centro anch'egli per gli Aggies. Anche il suo fratello minore Mike, gioca per gli Aggies. È inoltre il cugino di Clay Matthews, linebacker dei Green Bay Packers, e Casey Matthews, linebacker dei Philadelphia Eagles.